# Сексуалност Цигана (књига)
Сексуалност Цигана : о интимности: ромска и аутсајдерска перспектива (енгл. Gipsy Sexuality: Romani and Outsider Perspectives on Intimacy) је зборник који је приредио Џад Ниренберг (енгл. Jud Nirenberg), објављен 2013. године у издању Реконструкција Женски Фонд из Београда. Приређивач књиге је уступио бесплатна права за превод Реконструкција Женском фонду, те су стипендисткиње програма Жарана Папић са женских и родних студија у Београду и Новом Саду волонтерски превеле ову збирку текстова.

## О приређивачу
Џад Ниренберг (1972) ромско-јеврејског порекла, одрастао je у САД у породици која је била интегрисана са већинским становништвом. Радио је у Прагу за Чешку ромску политику партију, потом у Институту за отворено друштво у Будимпешти где је водио финансијску подршку ромским организацијама. Коаутор је збирке Romani Politikcs (2010). Писао је чланке за Prague Post, Romano Kurko и Romano Nevo Lil.

## О ауторкама и ауторима
Аутори и ауторке текстова у зборнику су:
- Керол Милер (Carol Miller) је културна антрополошкиња и ауторка две књиге о америчким Ромима.
- Клод Кан (Claude Cahn) је саветник за људска права у Канцеларији Сталног координатора Уједињених нација у Републици Молдавији. Од 1996. до 2007. радио је за Европски центар за права Рома.
- Др Ан-Мари Коди (Ane-Marie Codur) бавила се оперским певањем. Докторат у области економије стекла је на Институту за политичке студије у Паризу, и бивша је истраживачица Харвардског центра за проучавање становништва и развоја.
- Мајкл Џордан (Michael Jordan) је новинар који пише за The Christian Science Monitor, Transitions Online и многе друге часописе. Предавао је на универзитетима у Сједињеним Државама, Чешкој и Словачкој, а тренутно живи и пише у Братислави у Словачкој.
- Иштван Форгач (Istvan Forgacs), Ром из Мађарске, радио је на ромским питањима за Владу Мађарске, Институт за отворено друштво  и Европски форум Рома и номада.
- Бил Била (Bill Bila) је Ром из Америке и оснивач и заменик председника Центра ромске заједнице у Торонту, у Канади.
- Марија Варга Оверлок (Maria Varga Overlock) је Ромкиња из Мађарске и завршила је програм за младе ромске новинаре у организацији Центра за независно новинарство.
- Марија Шербан-Темишан (Maria Serban-Temisan) је Румунка и стекла је звање мастер у области рода и сексуалности на Универзитету у Амстердаму.
- Фернанда Амарал живи у Бразилу и координаторка је Мреже за безбедан свет за жене.

## О књизи
Сексуалност Цигана : о интимности: ромска и аутсајдерска перспектива није прва књига која говори како се државне политике односе према сексуалности и репродуктивном здрављу Рома, али је прва која то повезује са породичним животом, европском културном историјом и широм сликом.
Књига са темом коју обрађује припада веома реткима из своје области. Њене ауторке и аутори су ромски и не-ромски активисти, високообразовани и људи са улице. Тема стереотипа се издваја као кључни допринос овог истраживања са питањима одакле долазе и зашто истрајавају.
Књига Сексуалност Цигана. О интимности: ромска и аутсајдерска перспектива на 315 страна, кроз четрнаест текстова, жели да оспори присутне друштвене стереотипе о ромској неукротивој страствености, односно представу о неконтролисаном рађању и сексуалном животу Рома, о томе да не желе да буду интегрисани у друштво као и да нађу сталан посао. Тестови се баве табу темама попут раних бракова, проституције, четрдесетогодишње принудне стерилизације Ромкиња у Чешкој и Словачкој, представљају гласове ромских и неромских жена и мушкараца различитог степена образовања, посла којим се баве и окружења у коме живе, о сексуалности, полу и међеутничким односима.
Књига садржи текстове приређивача, као и радове активиста и активистикиња, бораца за људска права, Рома и нерома, као што су културна антрополшкиња Керол Милер, оперска певачица Др Ан-Мари Коди, ромки активиста у Фонду за отворено друштво Иштван Форгач, оснивач Центра ромске заједнице у Торонту Би Била, новинарка Марија Варга Оверлок, и други.
Аутори постављају питања током свог истраживања: одакле долазе стереотипи према ромској заједници, зашто истрајавају, али и зашто Роми имају стереотипе према себи самима и често, у свом окружењу, пресликавају моделе дискриминације какве сами трпе од већинске заједнице, и како све то утиче на уобличење ромског идентитета.
Иако Роми живе у раличитим земљама света, припадају различитим регијама, различитог су образовног статуса, и они сами често полазе од става да постоји један ромски начин живота, аутори истичу да се чак и у једном граду могу приметити различити ставови између различитих група Рома. Истичу да је на сваком припаднику ромске заједнице понаособ одлука које елементе традиције жели да поштује, а које не. Даље истичу да питања стереотипа према Ромима се доводе у везу са ширим европским политичким и културним контекстом, који и јесте кључ свих прича и анализа.
Књига се не ослања само на специфично локални контекст Србије али је важна за изградњу дискурса о Ромима у Србији и региону југословенског простора. Проблеми са којима се Роми у Србији суочавају су бројни: недостатци личних докумената, незапосленост, низак образовни ниво, неприступачност здравственој заштити, неадекватни услови становања, реадмисије, дубоко усађене предрасуде према Ромима, толеранција на појаву фашистичих идеја. Све су то питања елементарних људских права на која мора да се одговори и у Србији.